# Rumors
«Rumors» (рус. Слухи) — это поп песня, записанная Линдси Лохан для её альбома Speak. Она была выпущена как первый альбомный и главный сингл 21 сентября 2004 в США. Хотя он провалился в чарте Hot 100, он достиг пика на 6 строке в чарте Bubbling Under Hot 100 Singles. Тем не менее, он имел успех в Австралии, где он достиг пика на 10 позиции в ARIA Charts, и Германии, где он достиг пика на 14 строке в Germany Singles Chart.
Песня была написана Лохан с Кори Руни и сыновьяи Тито Джексона, ТиДжеем и Тэриллом, и спродюсирован Кори Руни. Это был самый успешный сингл с её альбома. Это самый успешный сингл на сегодняшний день внутри страны и международно, хотя её сингл 2008 года «Bossy» держался на верхушке чарта Hot Dance Club Play. «Rumors» входит в сборник «Now That’s What I Call Music! 18»

## Производство
Изначально песня называлась «Just What It Is»(рус. Именно так и есть) Она была написана Лохан в сотрудничестве с Кори Руни, с ТиДжеем и Тэриллом Джексонами. «Rumors» — автобиографическое мнение поп-звезды о попытке избежать слухов, которые преследуют её повсюду, куда бы она ни пошла. Песня была описана Rolling Stone как «возмущенный клубный гимн с тяжелыми басами» Это самый успешный сингл на сегодняшний день внутри страны и международно, хотя её сингл 2008 года « Bossy» держался на верхушке чарта Hot Dance Club Play.
Песня была записана в конце августа 2004 в The Poolhouse West в Энсино, Лос-Анджелес, Калифорния и в Village Recorder в Вест Лос-Анджелесе. Сингл был выпущен 21 сентября 2004 на радиостанции и его клип был выпущен на MTV в Total Request Live. 25 февраля 2005 «Rumors» заработал золотую сертификацию по данным Recording Industry Association of America.

## Появление в чарте
«Rumors» достиг пика на 6 позиции в чарте Bubbling Under Hot 100 Singles. Он провалился в чарте в Billboard Hot 100, но он был в горячей десятке в Австралии в ARIA. Песня была также успешной в Германии, Швейцарии, и Австрии, где он достиг пика на 14, 30 и 23 строке соответственно.

## Клип
Производство клипа началось 11 сентября 2004 года и MTV участвовал в производстве клипа в его передаче Making the Video. Джейк Нава был выбран режиссёром этого клипа. Нава известен как режиссёр клипов таких артистов, как Леона Льюис и Бритни Спирс. В начале видео Лохан преследуют папарацци, когда она садится в машину. Обнаруживается, что это двойник Лохан, а реальная Лохан садится в другую машину, чтобы поехать в клуб. Машина останавливается, Лохан следом заходит в лифт и поет первый куплет песни в то время как её снимает камера слежения в лифте. Следующий эпизод показывает, как она бежит по коридору, роскошно одетая, до того, как входит в клуб. Там она танцует в толпе, где сама фотографирует одного из папарацци, чтобы отомстить ему. В следующем эпизоде она медленно движется по клубу, где находит парня, который, кажется, её бойфренд. Она садится рядом с любимым, и они начинают целоваться и ласкать друг друга, все это время под пристальным вниманием камер в клубе. В то время, как Лохан поет второй припев, она сидит пойманная в клетку посреди клуба, и вся толпа пялится на неё. После этого Лохан показывают танцующей в клубе с друзьями. В конце видео Лохан и её друзья поднимаются на крышу и выполняют танцевальные движения, тогда как вертолеты кружатся вокруг них. Наконец, Лохан садится в вертолет и сбегает. В конце она выбрасывает камеру с фотками, которые она сделала.
Снятое в сексуально провокационном ключе видео достигло 1 строки на MTV в Total Request Live и было номинировано на Лучшее Поп Видео на 2005 MTV Video Music Awards. Есть неотредактированная версия песни, которая где-то на 12 секунд дольше, чем альбомная версия, потому что включает танцевальный брейк. Отредактированная версия без танцевального брейка никогда не была выпущена.

## Список композиций и форматы
CD сингл
1. «Rumors» — 3:16
2. «Rumors» (Full Phatt Remix) — 3:25

CD макси сингл
1. «Rumors» — 3:16
2. «Rumors» (Full Phatt Remix) — 3:25
3. «Rumors» (Full Phatt Club Mix) — 3:49
4. «Rumors» (Клип)

Full Phatt Remixes 12-дюймовый винил
Сторона A:
1. «Rumors» — 3:16
2. «Rumors» (Full Phatt Club Mix) — 3:49

Сторона B:
1. «Rumors» (Full Phatt Remix) — 3:25
2. «Rumors» (Full Phatt Club Mix Instrumental) — 3:48
3. «Rumors» (Full Phatt Remix Instrumental) — 3:23

Sharp Boys Remixes 12-дюймовый винил
Сторона A:
1. «Rumors» (The Sharp Boys Club Gossip Vocal Remix) — 7:24
2. «Rumors» (The Sharp Boys Gossiping Dub) — 7:22

Сторона B:
1. «Rumors» (The Sharp Boys Club Gossip Instrumental) — 7:24
2. «Rumors» (Sharp-A-Pella) — 6:00

## Чарты
| Чарт (2004)                                   | Наивысшая позиция |
| --------------------------------------------- | ----------------- |
| U.S. Billboard Bubbling Under Hot 100 Singles | 6                 |
| Чарт (2005)                                   | Наивысшая позиция |
| Australian Singles Chart                      | 10                |
| Austrian Singles Chart                        | 23                |
| Dutch Mega Single Top 100                     | 31                |
| European Hot 100 Singles                      | 51                |
| German Singles Chart                          | 14                |
| Swedish Singles Chart                         | 34                |
| Swiss Singles Chart                           | 30                |